# 브릭 (범선)

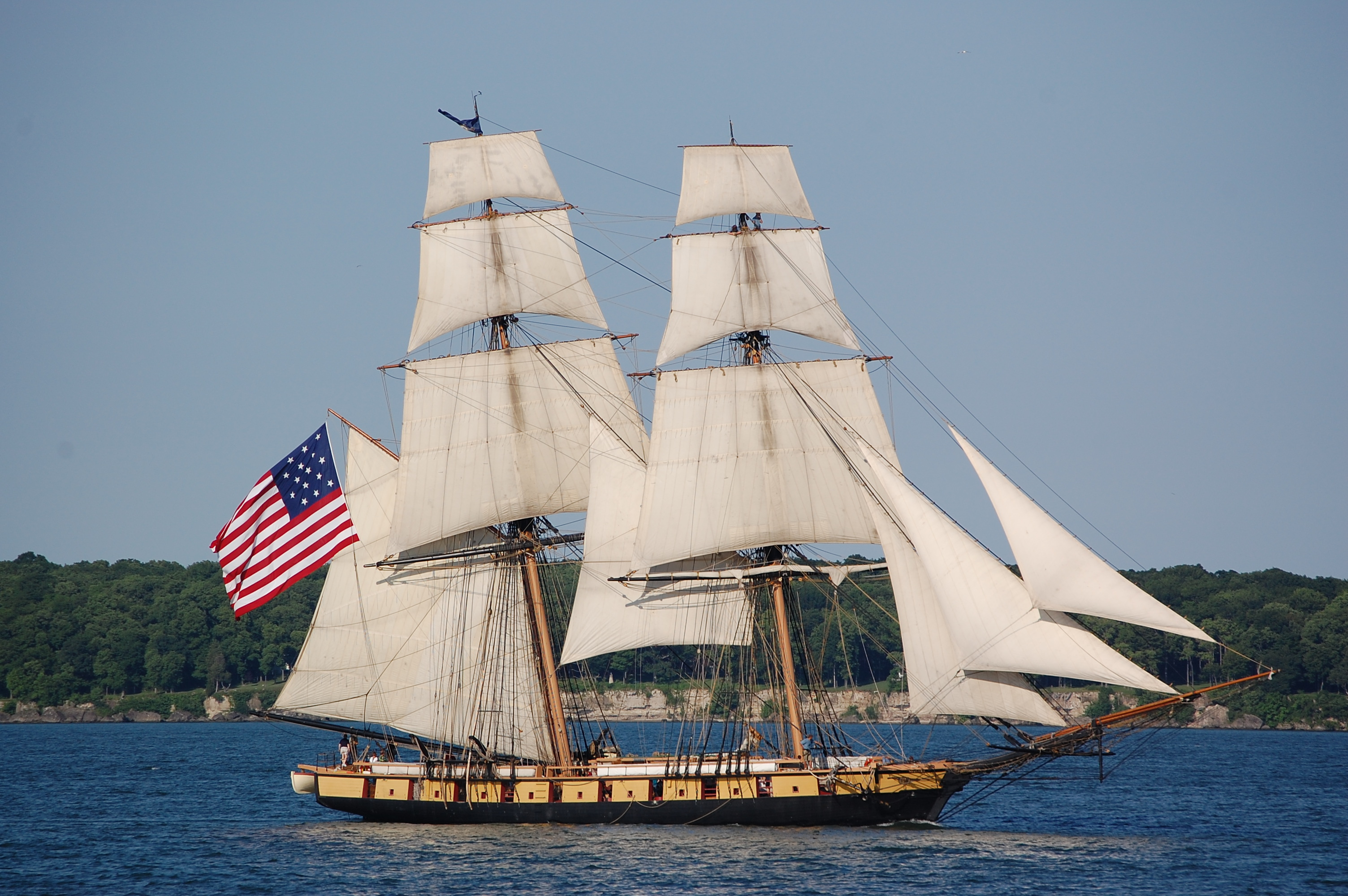
미국 해군의 브릭 USS 나이아가라.

브릭(네덜란드어: brik)은 돛대가 두 개에 가로돛을 단 범선이다. 18세기에서 19세기에 걸쳐 군용 및 민수용 양쪽으로 모두 활발히 쓰인 배이다. 증기선 기술이 발달하면서 상대적으로 승조원 수가 많고 조종이 어려운 브리그는 도태되었다. 범장 배열이 다른 브리간틴과는 다른 배이다.

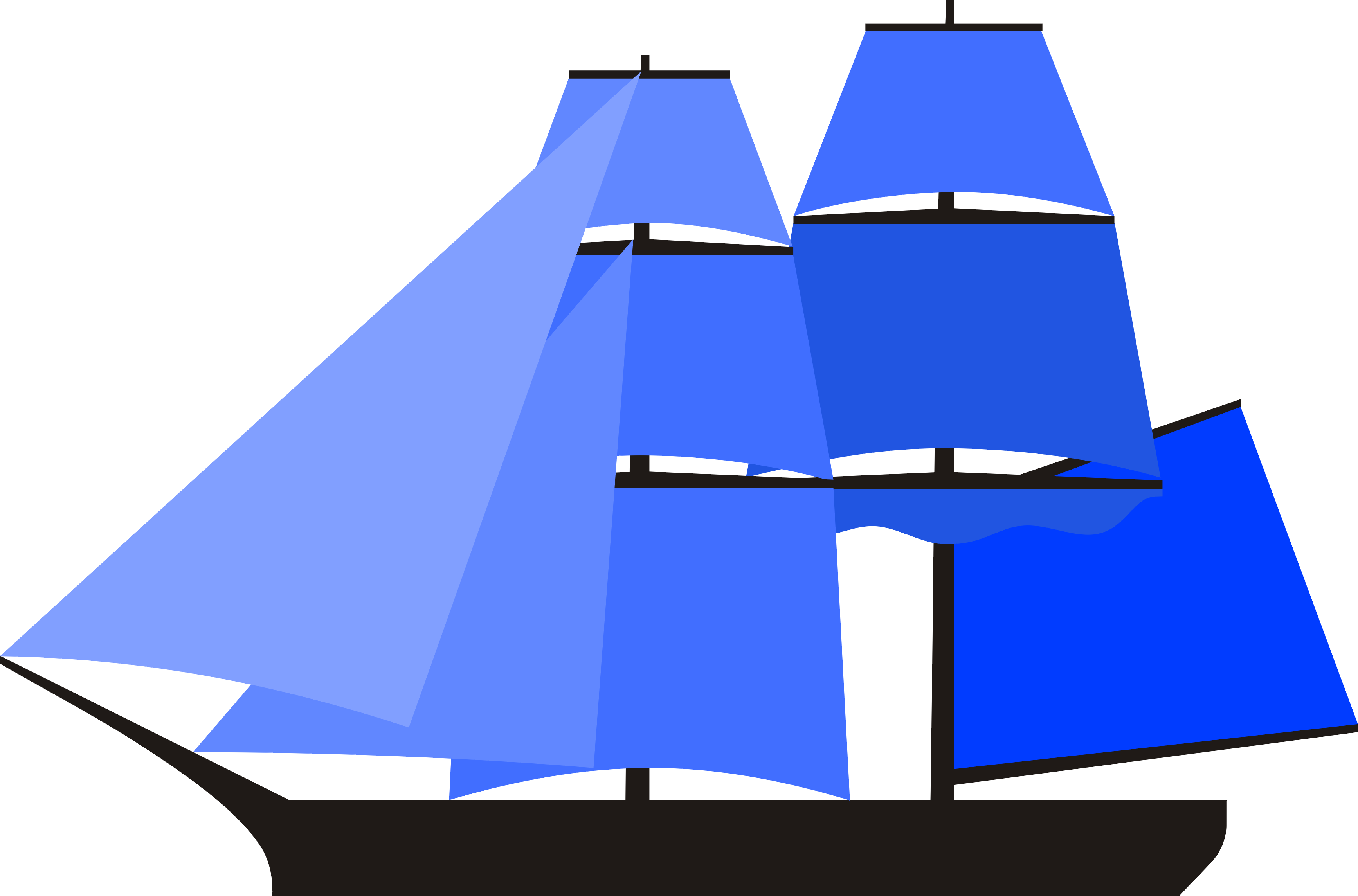
브릭의 범장도.